# یواس‌اس ساموست (ای‌تی‌ای-۱۹۰)
یواس‌اس ساموست (ای‌تی‌ای-۱۹۰) (به انگلیسی: USS Samoset (ATA-190)) یک کشتی بود که طول آن ۱۴۳ فوت (۴۴ متر) بود. این کشتی در سال ۱۹۴۴ ساخته شد.